# 吉富Aボタン
吉富 省太（よしとみ しょうた、1980年〈昭和55年〉6月11日 - ）は、日本の元お笑いタレント、放送作家。芸人時代の芸名、吉富Aボタン（よしとみエーボタン）。愛知県名古屋市出身。元吉本興業所属でNSC名古屋校15期生である。

## 人物
好きな食べ物は寿司、カレー、うどん、チョコレート、焼肉、最近はパンが好き。子供の頃からTVゲームが好きで、次長課長井上聡率いる、よしもとモンハン部に所属。
モンスターハンターシリーズをやり始めたのはWiiのモンスターハンターGからである。構成作家の山口トンボ（元「NUTS」、「けんだま」）とTFC（東京ファミコン倶楽部）を立ち上げている。

## 来歴
- 2002年 - 名古屋吉本で幼馴染みの市川賢とコンビ「アンとニオ」でデビュー。
- 2006年5月 - アンとニオ、地元名古屋吉本から、東京へ進出。
- 2008年3月 - 相方市川が「上海に行ってネイルサロンを経営しながらラッパーになりたい」と言い出し、アンとニオ解散。
- 2008年4月 - ピン芸人吉富Aボタンに。

この時に姓名判断を得意とする祖母からは「『Aボタン』では意味がわからないので、『サスポー吉富』にするとうまくいく」とアドバイスされたが吉富はサスポーの意味がわからず、自身がゲーム好きなこともありAボタンで押し切った。
- 2010年9月 - 長崎亭キヨちゃんぽんとハチキーズを結成。

吉富は名古屋吉本出身であり東京NSC出身ではないが、東京NSC8期と同期であったため、このコンビ名となった。
- 2011年3月 - ハチキーズ解散。再びピン芸人吉富Aボタンとして活動をする。
- 2009年 - R-1ぐらんぷり 二回戦進出。
- 2010年 - R-1ぐらんぷり 三回戦進出。
- 2011年 - R-1ぐらんぷり 準決勝進出。
- 時期は不明だが、吉本興業を退所し、放送作家に転身。
- 2023年10月 - YouTubeチャンネル・カジサックの部屋のスタッフチーム、チームカジサックに加入。
- 2024年 - R-1グランプリ 二回戦進出。
- 2024年12月 - チームカジサックを卒業し、イラストレーターに転身。

## 出演

### DVD・ビデオ
- R-1ぐらんぷり2011 - DISC 2にネタ収録